# Micah Hamilton
Micah Phillipe Jude Hamilton (sinh ngày 13 tháng 11 năm 2003) là một cầu thủ bóng đá chuyên nghiệp người Anh hiện tại đang thi đấu ở vị trí tiền vệ tấn công cho câu lạc bộ Manchester City tại Giải bóng đá Ngoại hạng Anh.

## Sự nghiệp thi đấu

### Manchester City
Hamilton gia nhập học viện Manchester City sau khi ký hợp đồng với câu lạc bộ lần đầu tiên khi mới 9 tuổi.
Vào ngày 23 tháng 9 năm 2017, khi mới 13 tuổi, Hamilton, khi đó là một cậu bé nhặt bóng, trong trận đấu trên sân nhà với Crystal Palace, huấn luyện viên Pep Guardiola nhắc nhở anh ném bóng nhanh hơn vào cuộc để giúp lối chơi của Man City nhanh hơn, không bị gián đoạn.
Hamilton được thăng hạng từ đội U-18 lên U-21 vào đầu mùa giải 2023–24 và đại diện cho câu lạc bộ tại EFL Trophy vào tháng 9 năm 2023.
Hamilton được đưa vào đội một Man City trong trận đấu gặp Newcastle United tại Cúp EFL vào ngày 28 tháng 9 năm 2023. Anh ra mắt chuyên nghiệp cho đội bóng vào ngày 14 tháng 12 năm 2023, trong trận đấu cuối cùng của Citizens' tại vòng bảng UEFA Champions League gặp Sao Đỏ Belgrade. Anh đóng góp một bàn thắng trong chiến thắng 3–2 của đội ngày hôm đó. Anh cùng với 5 cầu thủ trẻ khác của Manchester City có tên trong danh sách tham dự Giải vô địch bóng đá thế giới các câu lạc bộ 2023 tại Ả Rập Xê Út.

## Phong cách thi đấu
Được giới truyền thông mô tả là một cầu thủ chạy cánh trái, anh cũng từng thi đấu ở vị trí tiền vệ trung tâm hoặc tiền vệ tấn công và cánh phải cho đội trẻ của Manchester City.

## Danh hiệu

### Manchester City
- FIFA Club World Cup: 2023